# Edward Snowden
Edward Joseph Snowden (Elizabeth City, 21 juni 1983) is een voormalig CIA-medewerker en systeembeheerder voor de NSA. In juni 2013 verstrekte Snowden journalisten van de The Washington Post en The Guardian geheime documenten over geheime spionageactiviteiten van de NSA. Hij verklaarde hoe de NSA wereldwijd online communicatie bewaakt met het computerprogramma PRISM. Later verschenen documenten over het programma XKeyscore en een reeks andere spionageactiviteiten van de NSA met onder meer het programma Bullrun, dat beveiligde internetcommunicatie ontcijfert. Het Federal Bureau of Investigation gelastte op 14 juni 2013 arrestatie van Edward Snowden wegens spionage. Hij strandde in Rusland omdat zijn paspoort werd ingetrokken, vervolgens werd hem daar politiek asiel verleend. Ook ontvingen hij en zijn vrouw het Russisch staatsburgerschap.

## Privé
Edward Joseph Snowden werd op 21 juni 1983 geboren in Elizabeth City, North Carolina. Hij trouwde in Moskou met de acrobaat en blogger Lindsay Mills. In december 2020 kregen zij samen een zoon. Beiden hadden toen nog geen Russisch burgerschap.

## Asiel
Op het moment van zijn eerste onthullingen verbleef Snowden in een hotel in Hongkong. Toen hij daar gearresteerd dreigde te worden op verzoek van de VS, nam hij op 23 juni een vlucht naar Moskou. Later die dag zou blijken dat hij ondertussen politiek asiel had aangevraagd in Ecuador, zo bevestigde de Ecuadoraanse minister van Buitenlandse Zaken. Ook Julian Assange, de man achter WikiLeaks, vroeg eerder asiel aan in Ecuador aangezien dat land geen uitleveringsverdrag heeft met de Verenigde Staten betreffende politieke misdrijven.
Assange deelde mee dat de onthullingen over spionageprogramma's van de VS zullen doorgaan, ongeacht wat er met Snowden gebeurt. Snowden heeft versleutelde kopieën van de documenten gemaakt, die reeds zijn verspreid.
Landen die Snowden eventueel asiel wilden verlenen waren Nicaragua, Venezuela en Bolivia. Op 9 juli 2013 accepteerde Snowden het aanbod voor asiel door Venezuela; hij verbleef op dat moment op de luchthaven Sjeremetjevo in Moskou, in de neutrale transitzone. Mede doordat de Verenigde Staten zijn paspoort per 22 juni introkken, werd een vlucht naar Zuid-Amerika echter problematisch.
Op 12 juli 2013 organiseerde Snowden een bijeenkomst waarvoor hij bepaalde personen uitnodigde die voor diverse mensenrechtenorganisaties werkten. Tijdens deze bijeenkomst maakte hij bekend dat hij tijdelijk asiel in Rusland had aangevraagd. Het verzoek werd behandeld door de Russische migratiedienst. Op 1 augustus 2013 werd Snowden tijdelijk politiek asiel voor één jaar in Rusland verleend. In juni 2014 werd dit verlengd tot 2020. De Verenigde Staten reageerden teleurgesteld: 'Het besluit ondermijnt de jarenlange samenwerking tussen beide landen bij het handhaven van wetten,' aldus een woordvoerder van het Witte Huis. In oktober 2020 kreeg Snowden een permanent asiel.
Op 26 september 2022 werd via een decreet van de Russische president Poetin aan Snowden en zijn vrouw het Russisch staatsburgerschap verleend.

## Werkwijze
Snowden was systeembeheerder bij de NSA en had vanuit die functie verregaande toegang tot interne documenten en rapporten. Dit stelde hem in staat om heimelijk tienduizenden documenten over programma's en andere spionagepraktijken op te slaan, volgens zijn autobiografie onder de dekmantel van een programma genaamd Heartbeat. Daarnaast wist Snowden, volgens het onderzoeksrapport van het Amerikaanse Congress, enkele onwetende collega's over te halen hun wachtwoord aan hem te geven, waardoor hij ook toegang tot andere computerbestanden kreeg. Een van deze collega's verloor daardoor later zijn veiligheidsmachtiging en nam ontslag bij de NSA.
Hoeveel staatsgeheime documenten Snowden bij de NSA heeft ontvreemd is omstreden. Sommigen spreken van tussen de vijftig- en tweehonderdduizend documenten, terwijl het officiële onderzoeksrapport zegt dat hij 1,5 miljoen documenten heeft meegenomen.
In zijn autobiografie schrijft Snowden dat hij de documenten in meerdere fases naar buiten wist te smokkelen door ze eerst op de kleinste soorten SD-kaarten te kopiëren en deze vervolgens, verborgen in zijn sok, broekzak en ook een keer in zijn mond, langs de beveiliging van zijn werkplek naar buiten te brengen. Daarbij gebruikte hij zijn Rubiks kubus om de bewakers af te leiden. Naderhand overhandigde hij de documenten aan diverse journalisten, waarna ze over de hele wereld verspreid werden.

## Onthullingen
Sinds juni 2013 hebben er vele tientallen onthullingen over de afluisterpraktijken van met name de NSA en het GCHQ plaatsgevonden. Strikt genomen zijn deze onthullingen niet door Edward Snowden zelf gedaan: alle digitale documenten die hij bij de NSA ontvreemd had, heeft hij aan drie personen (Glenn Greenwald, Barton Gellman en Laura Poitras) overhandigd, zodat zij kunnen bepalen of het verantwoord en in het publieke belang is om iets wel of niet te publiceren.
Als zodanig zijn er door grote kranten en televisiestations in Engeland, de Verenigde Staten, Duitsland en een tiental andere landen publicaties geweest op basis van de Snowden-documenten, waarbij in veel gevallen ook originele presentaties, rapporten, werkdocumenten et cetera van de betreffende afluisterdiensten openbaar gemaakt werden.
Anders dan vaak wordt aangenomen, is de onthulling dat de NSA de (onbeveiligde) mobiele telefoon van de Duitse bondskanselier Angela Merkel wilde afluisteren, klaarblijkelijk niet afkomstig uit de documenten van Snowden, maar van een onbekende tweede bron.

### Nederland
Voor publicaties in Nederland had NRC Handelsblad een overeenkomst weten te bereiken met Glenn Greenwald, die de meeste van de Snowden-documenten onder zijn hoede heeft. Op basis hiervan werden de volgende onthullingen gedaan:
- De eerste publicatie door NRC Handelsblad vond plaats op 23 november 2013, waarbij uit een classification manual van de NSA bleek dat al tussen 1946 en 1968 Nederlandse doelen door de Amerikanen werden afgeluisterd. Daarnaast publiceerde NRC een kaart uit een managementpresentatie van de NSA uit 2012, waarop te zien is op welke plaatsen in de wereld deze dienst over afluisterfaciliteiten beschikt. Daaruit bleek onder meer dat er wereldwijd zo'n 50.000 computers en computernetwerken heimelijk zijn voorzien van software ten behoeve van hackingoperaties.[24]

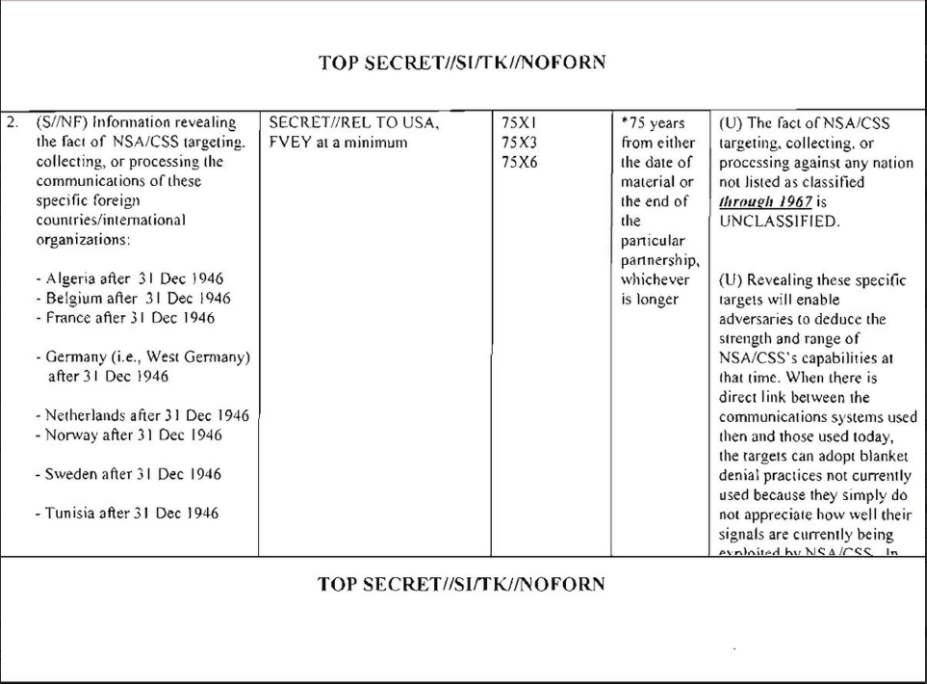
Deel van een classification manual voor buitenlandse partnerlanden
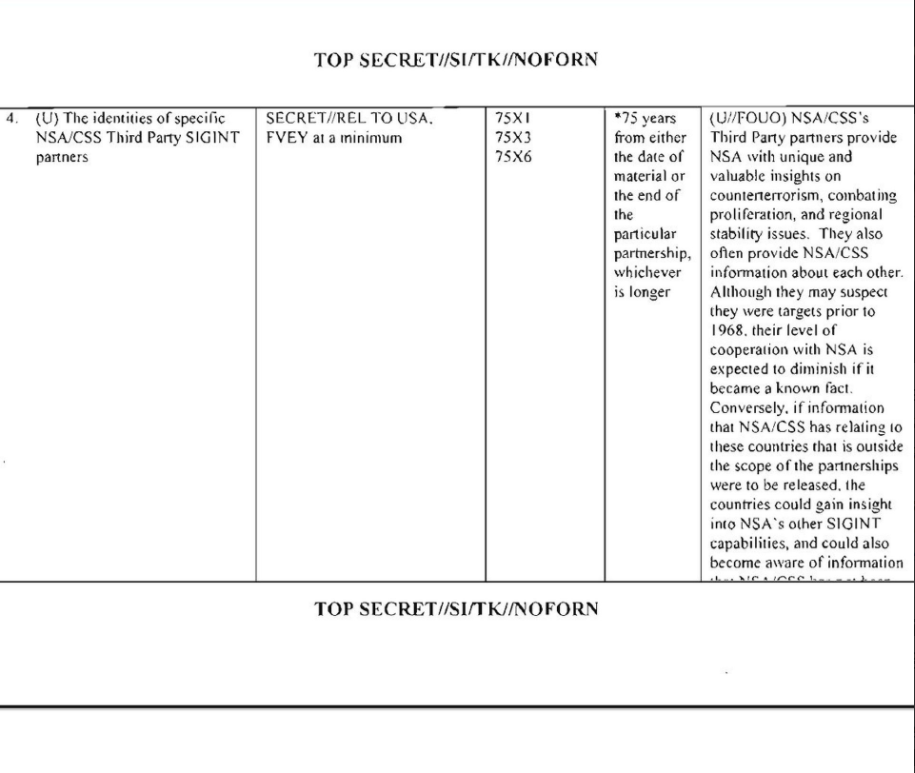
Deel van een classification manual voor buitenlandse partnerlanden
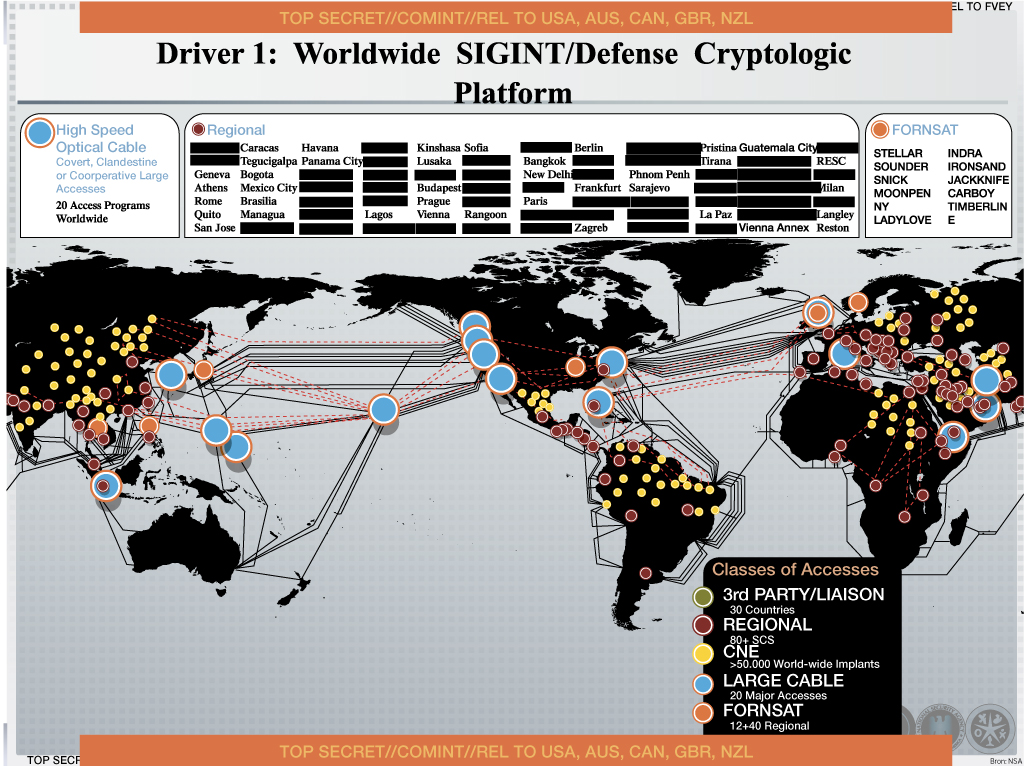
Wereldkaart uit een NSA-presentatie, 2012

- Een tweede onthulling vond plaats op 30 november 2013, toen NRC Handelsblad een intern NSA-verslag onthulde waaruit bleek dat de AIVD inbreekt op servers van internetfora en daarbij de gegevens van alle deelnemers onderschept, ongeacht of zij verdacht zijn of niet. Volgens het ministerie van Binnenlandse Zaken gaat het daarbij om fora van jihadisten en is het hacken daarom gerechtvaardigd.[25]

- NSA-rapport over de samenwerking met AIVD en MIVD, 14 februari 2013

- Op 8 maart 2014 onthulde NRC Handelsblad ten slotte dat de MIVD in 2012 zowel via het satellietafluisterstation in Burum als via de HMS Rotterdam Somalisch telefoonverkeer onderschepte en met de NSA deelde, die daarmee piratennetwerken in kaart bracht.[26]

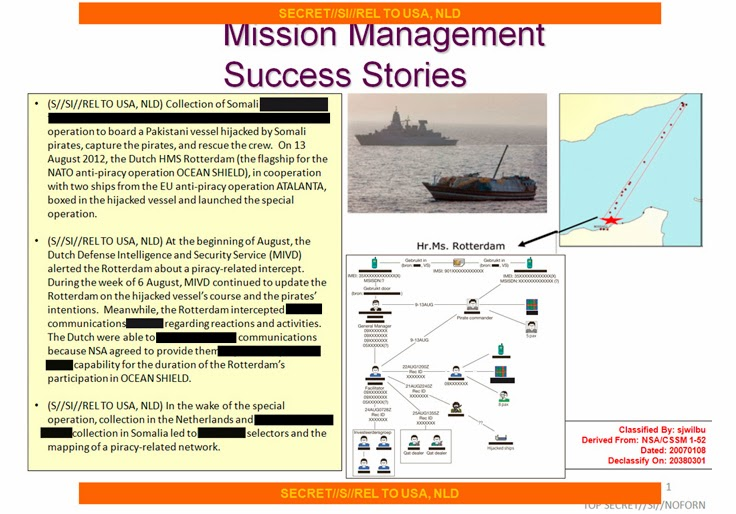
Dia van een NSA-presentatie over een MIVD-operatie tegen Somalische piraten, 2012
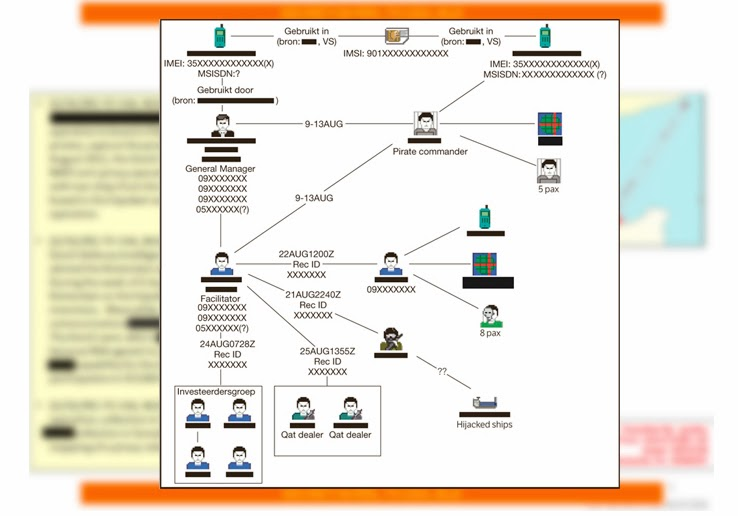
Dia van een NSA-presentatie over een MIVD-operatie tegen Somalische piraten, 2012
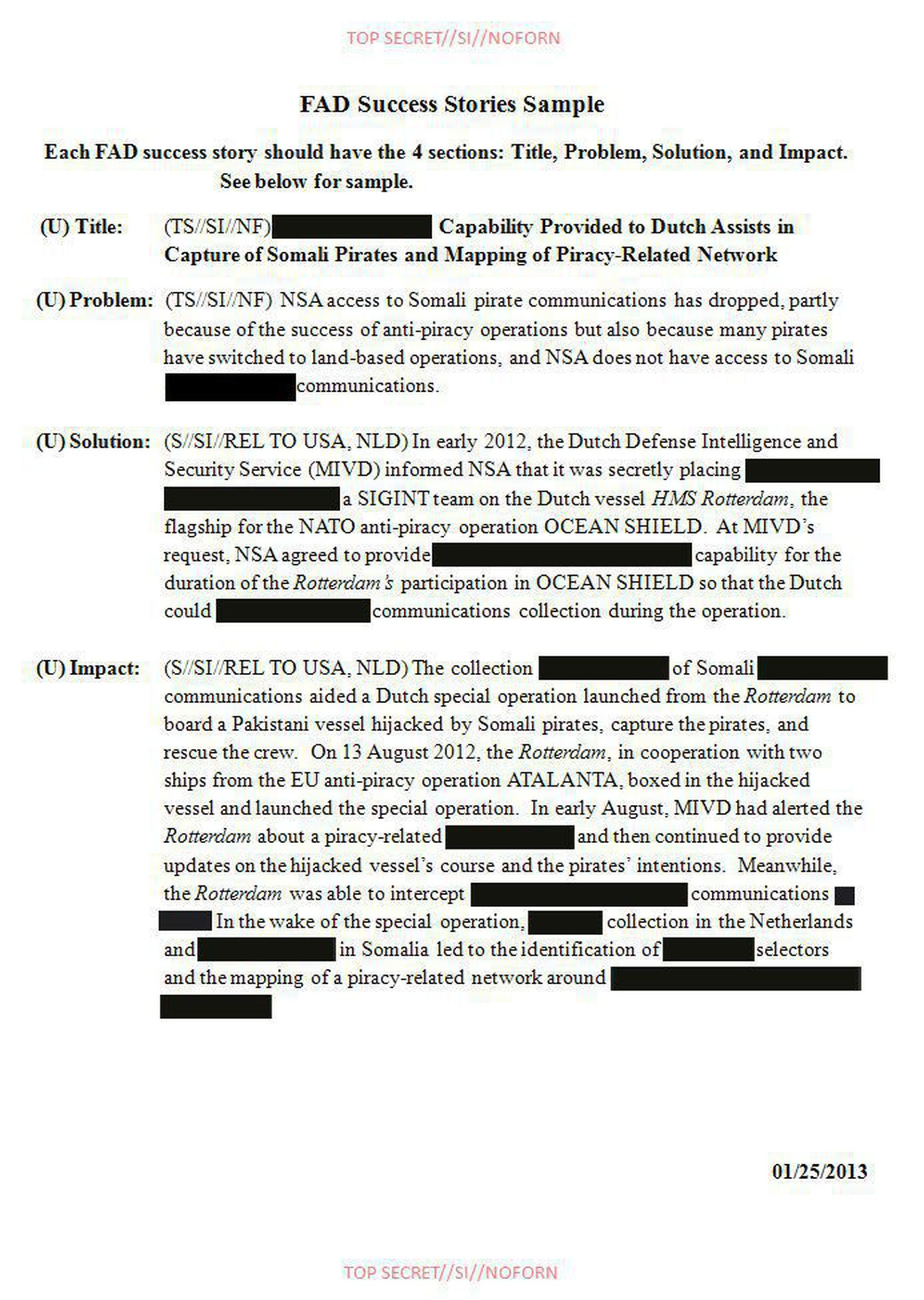
Deel van een NSA-verslag over de samenwerking met de MIVD tegen Somalische piraten, 25 januari 2013

#### 1,8 miljoen metadata

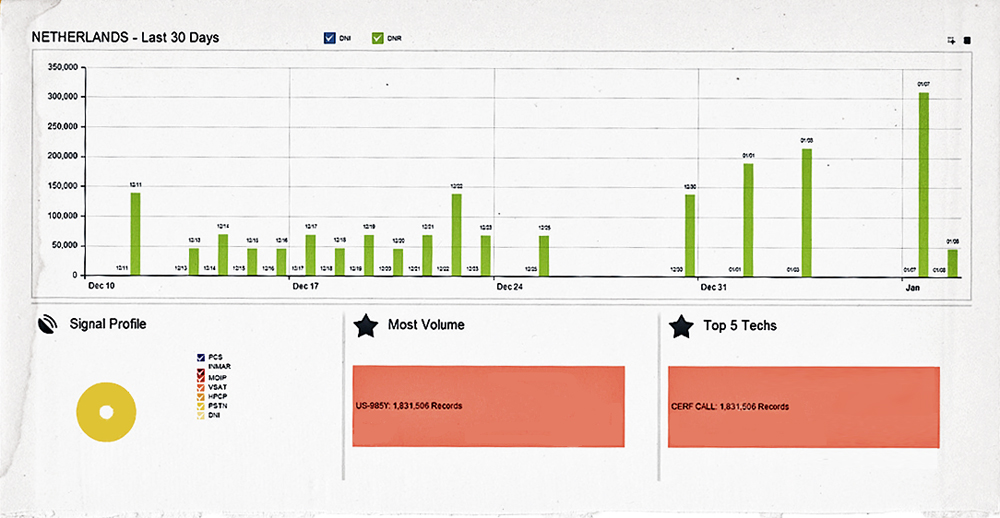
Grafiek uit het NSA-programma BOUNDLESSINFORMANT met daarin de 1,8 miljoen metadata die Nederland verzameld en met de NSA gedeeld heeft

De kwestie die tot de grootste ophef zou leiden was echter al vóór de eerste onthulling door NRC Handelsblad aan het licht gekomen: op 21 oktober 2013 attendeerde de technologiewebsite Tweakers op een grafiek uit het NSA-programma BOUNDLESSINFORMANT, die eind juli door het Duitse magazine Der Spiegel gepubliceerd was. Soortgelijke grafieken waren beschikbaar voor diverse andere Europese landen en werden door Greenwald in de grote kranten geïnterpreteerd als het bewijs dat de NSA de telefoongesprekken van miljoenen burgers afluistert. In de grafiek voor Nederland was sprake van een getal van ruim 1,8 miljoen, al werd wel duidelijk dat het niet om gesprekken, maar om de metadata daarvan ging.
Minister van Binnenlandse Zaken Ronald Plasterk liet daarop tijdens een televisieoptreden weten dat het niet acceptabel was als de Amerikanen Nederlandse telefoongegevens onderschepten. Gedwongen door een rechtszaak moest de regering hier op 4 februari 2014 publiekelijk op terugkomen: het was de Nederlandse MIVD geweest die via de NSO de 1,8 miljoen metadata had verzameld 'in het kader van terrorismebestrijding en militaire operaties in het buitenland' en deze vervolgens had gedeeld met de Verenigde Staten. Op 8 februari publiceerde NRC Handelsblad vervolgens de volledige versie van de NSA-grafiek, die deze nieuwe lezing bevestigde. In het nauw gekomen door deze aanvankelijk verkeerde informatie, wist minister Plasterk ternauwernood aan aftreden te ontkomen.

#### Overige publicaties
Op 1 november 2013 kwam de Britse krant The Guardian met enkele citaten uit een document van GCHQ uit 2008, waaruit bleek dat deze Britse afluisterdienst juridisch advies gaf aan Nederlandse juristen over hoe om te gaan met knelpunten in de wetgeving, die voor AIVD en MIVD een belemmering vormden om net als de Britten te kunnen opereren. GCHQ prees de beide Nederlandse diensten als "technically competent and highly motivated."
In een interview met De Volkskrant en Nieuwsuur van 21 januari 2015 noemde Edward Snowden de Nederlandse inlichtingendiensten ondergeschikten en 'schoothondjes' van de Amerikanen, iets wat door AIVD-baas Bertholee 'absolute bullshit' genoemd werd en ook door inlichtingenexperts als overdreven werd aangemerkt.
Op 19 februari 2015 schreef de website The Intercept over hoe de NSA en het GHCQ de netwerken van enkele grote fabrikanten van simkaarten probeerden te hacken, met name dat van Gemalto. Omdat het hoofdkantoor van dit bedrijf in Amsterdam gevestigd is, wilden Tweede Kamerleden opheldering van de regering over deze hack. Met de hierbij buitgemaakte sleutels kan op eenvoudige wijze mobiel telefoonverkeer worden afgeluisterd, maar wat in de berichtgeving ontbrak, is dat dit hoofdzakelijk van pas komt bij tactische militaire operaties, zoals in Irak en Afghanistan.

### België
Een belangrijke onthulling met betrekking tot België vond plaats op 13 december 2014. Daarbij onthulde de krant De Standaard dat de Britse afluisterdienst GCHQ 2,5 jaar toegang heeft gehad tot het netwerk van de Belgische telecommunicatieprovider Belgacom en dochtermaatschappij Belgacom International Carrier Services (BICS). Het GCHQ wist binnen te dringen door de toegangsgegevens van drie BICS-medewerkers te ontfutselen. Hierdoor was er onbelemmerde toegang tot mobiel telefoonverkeer van BICS-klanten over de hele wereld. De inbreuk werd in juni 2013 door Belgacom ontdekt en in september van dat jaar publiekelijk bekend. De website The Intercept meldde dat deze hack bij Belgacom had plaatsgevonden onder de codenaam Operatie Socialist en dat hierbij gebruik was gemaakt van zeer geavanceerde malware, die door onderzoekers met de naam Regin wordt aangeduid. Voor het opsporen en verwijderen van deze malware werd het Nederlandse bedrijf Fox-IT ingeschakeld.

## Nawerking
Naar aanleiding van de vijfde verjaardag van zijn onthullingen toonde Snowden zich gematigd optimistisch over het bereikte resultaat. Hij had naar eigen zeggen geen spijt van zijn acties, en was van oordeel dat het publiek zich intussen bewust is geworden van de surveillance. Waarnemers wezen in dat verband ook op nieuwe wetgeving waar Snowdens onthullingen toe hebben bijgedragen: de USA FREEDOM Act van 2015 in de Verenigde Staten, de Investigatory Powers Act (IPA) uit 2016 in het Verenigd Koninkrijk, alsmede de Europese Algemene verordening gegevensbescherming (AVG), die in mei 2018 in werking trad.
In een interview op de 10e verjaardag van zijn onthullingen zei hij geen spijt te hebben van wat hij had gedaan en noemde hij positieve veranderingen. Maar hij bleef pessimistisch over de inbreuken op de privacy, zowel in de fysieke als in de digitale wereld. "Technologie is enorm invloedrijk geworden: als we denken aan wat we in 2013 zagen en de mogelijkheden van overheden vandaag de dag, dan lijkt 2013 kinderspel."

## Prijzen en nominaties
- Edward Snowden werd genomineerd voor de Nobelprijs voor de Vrede.[42]
- Internationale Klokkenluidersprijs 2013; toegekend door Transparency International, de International Association of Lawyers against Nuclear Arms en de Vereniging van Duitse Wetenschappers.[43]
- Fritz-Bauer-Prijs 2013; toegekend door de Duitse burgerrechtenorganisatie Humanistische Unie.[44]
- Sam Adams Award; toegekend door OHM2013.[45]

## Films en documentaires
Tijdens Snowdens verblijf in Hongkong maakte Laura Poitras opnames voor een documentairefilm, die op 10 oktober 2014 onder de naam Citizenfour in première ging op het New York Film Festival en in 2015 een Oscar voor beste lange documentaire won.
In 2014 verscheen een dubbele aflevering van het Amerikaanse programma Frontline over de NSA en Edward Snowden. Onder de titel The United States of Secrets werden ze onder meer op NPO 2 uitgezonden.
Op 13 januari 2015 verscheen de Deense documentaire Terminal F: Chasing Edward Snowden over de jacht op Snowden in Hongkong and Moskou.
Op 15 september 2016 verscheen de door Oliver Stone geregisseerde biografische thriller Snowden over diens werk voor de CIA en de NSA en hoe hij er toe kwam om uiteindelijk de NSA-documenten te lekken.
In 2018 kwam een documentaire uit over Snowden's datadiefstal onder de titel Edward Snowden: Whistleblower or Spy?.